# Pseudophryne douglasi
Espèce
Statut de conservation UICN

 LC  : Préoccupation mineure
Pseudophryne douglasi est une espèce d'amphibiens de la famille des Myobatrachidae.

## Répartition
Cette espèce est endémique du Nord-Ouest de l'Australie-Occidentale. Elle se rencontre entre 150 et 1 200 m d'altitude,.

## Description
Pseudophryne douglasi mesure 30 mm. Son dos est brun avec des rayures orangées dans la partie basse et un triangle de même couleur sur le museau. Son ventre est marbré de blanc et noir.

## Étymologie
Cette espèce est nommée en l'honneur d'Athol M. Douglas.

## Publication originale
- Main, 1964 : A new species of Pseudophryne (Anura: Leptodactylidae) from north-western Australia. Western Australian Naturalist, vol. 9, p. 66-72.